# Haplogruppe A (mtDNA)
Die Haplogruppe A ist in der Humangenetik eine Haplogruppe der Mitochondrien (mtDNA).
Haplogruppe A ist nach Ansicht der Forscher vor rund 60.000 Jahren in Asien entstanden. Ihr Vorfahr ist Haplogruppe N.
Die Untergruppe A1 findet sich in Nord- und Mittelasien, während die Subgruppe A2 in Sibirien zu finden ist. Sie ist auch eine von fünf Haplogruppen der Indianer in Amerika. Die anderen davon sind B, C, D und X.
Haplogruppe A ist die größte anteilige Haplogruppe unter den Tschuktschen, Eskimo, Na-Dené-Sprachigen und einigen anderen ethnischen amerindischen Gruppen aus Nord und Zentralamerika. 7,5 % der Japaner gehören zu Haplogruppe A (meistens zu A4 und A5).
Die Mumie Juanita von Peru, auch als „Jungfrau aus dem Eis“ bekannt, gehörte zur mitochondrialen Haplogruppe A.
In seinem populären Buch Die sieben Töchter Evas gibt Bryan Sykes der Urmutter dieser Haplogruppe den Namen Aiyana.

## Stammbaum
Dieser phylogenetische Stammbaum der Subgruppen von Haplogruppe A basiert auf einer Veröffentlichung von Mannis van Oven und Manfred Kayser und anschließender wissenschaftlicher Forschung.
- A
  - A3
  - A4
    - A4a
      - A4a1
        - A4a1a

    - A4b
    - A4c
      - A4c1

    - A2
      - A2a
        - A2a2

      - A2b
        - A2b1

      - A2c
      - A2d
        - A2d1
          - A2d1a

        - A2d2
        - A2e
        - A2f
          - A2f1
            - A2f1a

        - A2g
        - A2h
        - A2i
        - A2j
          - A2j1

        - A2k
          - A2k1

        - A2n
        - A2p

      - A2q

    - A6

  - A5
    - A5a
      - A5a1
        - A5a1a
          - A5a1a1
            - A5a1a1a
            - A5a1a1b

          - A5a1a2

        - A5a1b

      - A5a2

    - A5b
    - A5c

  - A7
  - A8
  - A9